# Orquesta de la Luz
Das Orquesta de la Luz (オルケスタ・デ・ラ・ルス) ist ein Salsaorchester aus Japan.

## Werdegang
Das Orquesta de la Luz wurde in den 1990er Jahren gegründet und singt auf Spanisch. Es wurde durch Auftritte in Puerto Rico, Panama, Kolumbien, Mexiko, Dominikanische Republik, Peru, Venezuela und zahlreiche andere Länder in der Karibik bekannt. Die Gruppe nahm insgesamt zehn Alben auf und wurde mit dem Lied „Salsa caliente del Japón“ weltweit bekannt. Später experimentierte die Gruppe mit Stilelementen der Ballade und des Jazz, hatte jedoch nicht mehr den gleichen Erfolg wie mit Salsa. Die Gruppe trennte sich im Jahr 1999 und die Sängerin Nora begann eine Solokarriere.

## Diskografie
- Salsa Caliente Del Japón (1990)
- Sin Fronteras (1991)
- Somos Diferentes (1992)
- Historia de La Luz (1993)
- La Aventura (1993)
- Feliz Christmas (1994)
- Sabor de la Luz (1995)
- Final Concert ¡Adios Amigos! (1998)
- The best of Orquesta de la Luz (2000)
- ¡Banzayyy! (2004)
- Arco iris (2005)
- Let's Salsa!! – The Best Salsa Dance Collection – Album (2007)
- ¡Caliente! (2008)
- Ron Viejo (2009)
- Very Best of Orquesta de la Luz (2010)
- Billboard Live 2015 (2015)
- Gracias Salseros (2019)

## Besetzung
- Nora: Sängerin
- Guen Oguimi: Percussion
- Carlos Kanno: Percussion
- Guenichi Egawa: Timbales
- Guen Date: Congas
- Jiroshi Sawada: Bass
- Satoru Shoinoya: Piano
- Shiro Sasaki: Trompete
- Tatsuya Shimogami: Trompete
- Yoshihito Fukumoto: Trompete
- Jideaki Nakaji: Posaune
- Taisei Aoki: Posaune
- Sergio George: Produzent, Arrangeur